# Tour Down Under 2020
Tour Down Under 2020 var den 22:a upplagan av det australiska etapploppet Tour Down Under. Cykelloppets sex etapper kördes mellan 21 och 26 januari 2020 med start i Tanunda och målgång i Willunga Hill. Loppet var en del av UCI World Tour 2020 och vanns av australiska Richie Porte från cykelstallet Trek–Segafredo.

## Deltagande lag
| WorldTeams (19)- AG2R La Mondiale - Astana - Bahrain McLaren - Bora-Hansgrohe - CCC Team - Cofidis - Deceuninck-Quick Step - EF Pro Cycling - Groupama-FDJ - Israel Start-Up Nation - Lotto Soudal - Mitchelton-Scott - Movistar Team - NTT Pro Cycling - Ineos - Jumbo-Visma - Team Sunweb - Trek-Segafredo - UAE Team Emirates translation for headoftableIII_translate index 39 not found- UniSA-Australia |
| |

## Etapper
| Etapp | Datum  | Start – mål                  | type        | Distans (km) | Etappvinnare    | Totalledare  |
| ----- | ------ | ---------------------------- | ----------- | ------------ | --------------- | ------------ |
| 1     | 21 jan | Tanunda – Tanunda            | Flack etapp | 150          | Sam Bennett     | Sam Bennett  |
| 2     | 22 jan | Woodside – Stirling          |             | 135,8        | Caleb Ewan      | Caleb Ewan   |
| 3     | 23 jan | Unley – Paracombe            | Kuperat     | 131,8        | Richie Porte    | Richie Porte |
| 4     | 24 jan | Norwood – Murray Bridge      |             | 152,8        | Caleb Ewan      | Richie Porte |
| 5     | 25 jan | Glenelg – Victor Harbor      | Kuperat     | 149,1        | Giacomo Nizzolo | Daryl Impey  |
| 6     | 26 jan | McLaren Vale – Willunga Hill | Kuperat     | 151,5        | Matthew Holmes  | Richie Porte |

### 1:a etappen
| Tanunda - Tanunda | Flack etapp | (150 km) |

| \| Placeringar i etappen \| Placeringar i etappen \| Placeringar i etappen \| Placeringar i etappen \| Placeringar i etappen \| \| Cyklist \| Cyklist \| Lag \| Tid \| \| \| --------------------- \| --------------------- \| ---------------------- \| --------------------- \| --------------------- \| \| 1. \| Sam Bennett \| Deceuninck-Quick Step \| 3t 28' 54" \| \| \| 2. \| Jasper Philipsen \| UAE Team Emirates \| + 0" \| \| \| 3. \| Erik Baška \| Bora-Hansgrohe \| + 0" \| \| \| 4. \| Elia Viviani \| Cofidis \| + 0" \| \| \| 5. \| André Greipel \| Israel Start-Up Nation \| + 0" \| \| \| 6. \| Kristoffer Halvorsen \| EF Pro Cycling \| + 0" \| \| \| 7. \| Caleb Ewan \| Lotto-Soudal \| + 0" \| \| \| 8. \| Marc Sarreau \| Groupama-FDJ \| + 0" \| \| \| 9. \| Sam Welsford \| UniSA-Australia \| + 0" \| \| \| 10. \| Alberto Dainese \| Team Sunweb \| + 0" \| \| |                      |                        |            |
| |                      |                        |            |
| Källa: ProCyclingStats |                      |                        |            |
| Placeringar i etappen |                      |                        |            |
| Cyklist | Cyklist              | Lag                    | Tid        |
| 1. | Sam Bennett          | Deceuninck-Quick Step  | 3t 28' 54" |
| 2. | Jasper Philipsen     | UAE Team Emirates      | + 0"       |
| 3. | Erik Baška           | Bora-Hansgrohe         | + 0"       |
| 4. | Elia Viviani         | Cofidis                | + 0"       |
| 5. | André Greipel        | Israel Start-Up Nation | + 0"       |
| 6. | Kristoffer Halvorsen | EF Pro Cycling         | + 0"       |
| 7. | Caleb Ewan           | Lotto-Soudal           | + 0"       |
| 8. | Marc Sarreau         | Groupama-FDJ           | + 0"       |
| 9. | Sam Welsford         | UniSA-Australia        | + 0"       |
| 10. | Alberto Dainese      | Team Sunweb            | + 0"       |

| \| Totaltävlingen \| Totaltävlingen \| Totaltävlingen \| Totaltävlingen \| Totaltävlingen \| \| Cyklist \| Cyklist \| Lag \| Tid \| \| \| -------------- \| ------------------- \| --------------------- \| -------------- \| -------------- \| \| 1. \| Sam Bennett \| Deceuninck-Quick Step \| 3t 28' 44" \| \| \| 2. \| Jasper Philipsen \| UAE Team Emirates \| + 4" \| \| \| 3. \| Erik Baška \| Bora-Hansgrohe \| + 6" \| \| \| 4. \| Daryl Impey \| Mitchelton-Scott \| + 7" \| \| \| 5. \| Jarrad Drizners \| UniSA-Australia \| + 7" \| \| \| 6. \| Christopher Lawless \| Team Ineos \| + 8" \| \| \| 7. \| Dylan Sunderland \| NTT Pro Cycling \| + 8" \| \| \| 8. \| Nathan Haas \| Cofidis \| + 9" \| \| \| 9. \| Michael Storer \| Team Sunweb \| + 9" \| \| \| 10. \| Elia Viviani \| Cofidis \| + 10" \| \| |                     |                       |            |
| |                     |                       |            |
| Källa: ProCyclingStats |                     |                       |            |
| Totaltävlingen |                     |                       |            |
| Cyklist | Cyklist             | Lag                   | Tid        |
| 1. | Sam Bennett         | Deceuninck-Quick Step | 3t 28' 44" |
| 2. | Jasper Philipsen    | UAE Team Emirates     | + 4"       |
| 3. | Erik Baška          | Bora-Hansgrohe        | + 6"       |
| 4. | Daryl Impey         | Mitchelton-Scott      | + 7"       |
| 5. | Jarrad Drizners     | UniSA-Australia       | + 7"       |
| 6. | Christopher Lawless | Team Ineos            | + 8"       |
| 7. | Dylan Sunderland    | NTT Pro Cycling       | + 8"       |
| 8. | Nathan Haas         | Cofidis               | + 9"       |
| 9. | Michael Storer      | Team Sunweb           | + 9"       |
| 10. | Elia Viviani        | Cofidis               | + 10"      |

### 2:a etappen
| Woodside - Stirling |  | (135,8 km) |

| \| Placeringar i etappen \| Placeringar i etappen \| Placeringar i etappen \| Placeringar i etappen \| Placeringar i etappen \| \| Cyklist \| Cyklist \| Lag \| Tid \| \| \| --------------------- \| --------------------- \| --------------------- \| --------------------- \| --------------------- \| \| 1. \| Caleb Ewan \| Lotto-Soudal \| 3t 29' 01" \| \| \| 2. \| Daryl Impey \| Mitchelton-Scott \| + 0" \| \| \| 3. \| Nathan Haas \| Cofidis \| + 0" \| \| \| 4. \| Jasper Philipsen \| UAE Team Emirates \| + 0" \| \| \| 5. \| Fabio Felline \| Astana \| + 0" \| \| \| 6. \| Andrea Vendrame \| AG2R La Mondiale \| + 0" \| \| \| 7. \| Timo Roosen \| Jumbo-Visma \| + 0" \| \| \| 8. \| Luis León Sánchez \| Astana \| + 0" \| \| \| 9. \| Diego Ulissi \| UAE Team Emirates \| + 0" \| \| \| 10. \| George Bennett \| Jumbo-Visma \| + 0" \| \| |                   |                   |            |
| |                   |                   |            |
| Källa: ProCyclingStats |                   |                   |            |
| Placeringar i etappen |                   |                   |            |
| Cyklist | Cyklist           | Lag               | Tid        |
| 1. | Caleb Ewan        | Lotto-Soudal      | 3t 29' 01" |
| 2. | Daryl Impey       | Mitchelton-Scott  | + 0"       |
| 3. | Nathan Haas       | Cofidis           | + 0"       |
| 4. | Jasper Philipsen  | UAE Team Emirates | + 0"       |
| 5. | Fabio Felline     | Astana            | + 0"       |
| 6. | Andrea Vendrame   | AG2R La Mondiale  | + 0"       |
| 7. | Timo Roosen       | Jumbo-Visma       | + 0"       |
| 8. | Luis León Sánchez | Astana            | + 0"       |
| 9. | Diego Ulissi      | UAE Team Emirates | + 0"       |
| 10. | George Bennett    | Jumbo-Visma       | + 0"       |

| \| Totaltävlingen \| Totaltävlingen \| Totaltävlingen \| Totaltävlingen \| Totaltävlingen \| \| Cyklist \| Cyklist \| Lag \| Tid \| \| \| -------------- \| ------------------- \| --------------------- \| -------------- \| -------------- \| \| 1. \| Caleb Ewan \| Lotto-Soudal \| 6t 56' 15" \| \| \| 2. \| Sam Bennett \| Deceuninck-Quick Step \| + 0" \| \| \| 3. \| Daryl Impey \| Mitchelton-Scott \| + 1" \| \| \| 4. \| Jasper Philipsen \| UAE Team Emirates \| + 4" \| \| \| 5. \| Nathan Haas \| Cofidis \| + 5" \| \| \| 6. \| Jarrad Drizners \| UniSA-Australia \| + 7" \| \| \| 7. \| Dylan Sunderland \| NTT Pro Cycling \| + 8" \| \| \| 8. \| Christopher Lawless \| Team Ineos \| + 8" \| \| \| 9. \| Jay McCarthy \| Bora-Hansgrohe \| + 8" \| \| \| 10. \| George Bennett \| Jumbo-Visma \| + 9" \| \| |                     |                       |            |
| |                     |                       |            |
| Källa: ProCyclingStats |                     |                       |            |
| Totaltävlingen |                     |                       |            |
| Cyklist | Cyklist             | Lag                   | Tid        |
| 1. | Caleb Ewan          | Lotto-Soudal          | 6t 56' 15" |
| 2. | Sam Bennett         | Deceuninck-Quick Step | + 0"       |
| 3. | Daryl Impey         | Mitchelton-Scott      | + 1"       |
| 4. | Jasper Philipsen    | UAE Team Emirates     | + 4"       |
| 5. | Nathan Haas         | Cofidis               | + 5"       |
| 6. | Jarrad Drizners     | UniSA-Australia       | + 7"       |
| 7. | Dylan Sunderland    | NTT Pro Cycling       | + 8"       |
| 8. | Christopher Lawless | Team Ineos            | + 8"       |
| 9. | Jay McCarthy        | Bora-Hansgrohe        | + 8"       |
| 10. | George Bennett      | Jumbo-Visma           | + 9"       |

### 3:e etappen
| Unley - Paracombe | Kuperat | (131,8 km) |

| \| Placeringar i etappen \| Placeringar i etappen \| Placeringar i etappen \| Placeringar i etappen \| Placeringar i etappen \| \| Cyklist \| Cyklist \| Lag \| Tid \| \| \| --------------------- \| --------------------- \| --------------------- \| --------------------- \| --------------------- \| \| 1. \| Richie Porte \| Trek-Segafredo \| 3t 14' 09" \| \| \| 2. \| Robert Power \| Team Sunweb \| + 5" \| \| \| 3. \| Simon Yates \| Mitchelton-Scott \| + 5" \| \| \| 4. \| Rohan Dennis \| Team Ineos \| + 5" \| \| \| 5. \| Diego Ulissi \| UAE Team Emirates \| + 5" \| \| \| 6. \| Daryl Impey \| Mitchelton-Scott \| + 5" \| \| \| 7. \| Dylan van Baarle \| Team Ineos \| + 5" \| \| \| 8. \| Simon Geschke \| CCC Team \| + 5" \| \| \| 9. \| George Bennett \| Jumbo-Visma \| + 5" \| \| \| 10. \| Lucas Hamilton \| Mitchelton-Scott \| + 5" \| \| |                  |                   |            |
| |                  |                   |            |
| Källa: ProCyclingStats |                  |                   |            |
| Placeringar i etappen |                  |                   |            |
| Cyklist | Cyklist          | Lag               | Tid        |
| 1. | Richie Porte     | Trek-Segafredo    | 3t 14' 09" |
| 2. | Robert Power     | Team Sunweb       | + 5"       |
| 3. | Simon Yates      | Mitchelton-Scott  | + 5"       |
| 4. | Rohan Dennis     | Team Ineos        | + 5"       |
| 5. | Diego Ulissi     | UAE Team Emirates | + 5"       |
| 6. | Daryl Impey      | Mitchelton-Scott  | + 5"       |
| 7. | Dylan van Baarle | Team Ineos        | + 5"       |
| 8. | Simon Geschke    | CCC Team          | + 5"       |
| 9. | George Bennett   | Jumbo-Visma       | + 5"       |
| 10. | Lucas Hamilton   | Mitchelton-Scott  | + 5"       |

| \| Totaltävlingen \| Totaltävlingen \| Totaltävlingen \| Totaltävlingen \| Totaltävlingen \| \| Cyklist \| Cyklist \| Lag \| Tid \| \| \| -------------- \| ---------------- \| ----------------- \| -------------- \| -------------- \| \| 1. \| Richie Porte \| Trek-Segafredo \| 10t 10' 24" \| \| \| 2. \| Daryl Impey \| Mitchelton-Scott \| + 6" \| \| \| 3. \| Robert Power \| Team Sunweb \| + 9" \| \| \| 4. \| Simon Yates \| Mitchelton-Scott \| + 11" \| \| \| 5. \| George Bennett \| Jumbo-Visma \| + 14" \| \| \| 6. \| Diego Ulissi \| UAE Team Emirates \| + 15" \| \| \| 7. \| Simon Geschke \| CCC Team \| + 15" \| \| \| 8. \| Rohan Dennis \| Team Ineos \| + 15" \| \| \| 9. \| Dylan van Baarle \| Team Ineos \| + 15" \| \| \| 10. \| Lucas Hamilton \| Mitchelton-Scott \| + 15" \| \| |                  |                   |             |
| |                  |                   |             |
| Källa: ProCyclingStats |                  |                   |             |
| Totaltävlingen |                  |                   |             |
| Cyklist | Cyklist          | Lag               | Tid         |
| 1. | Richie Porte     | Trek-Segafredo    | 10t 10' 24" |
| 2. | Daryl Impey      | Mitchelton-Scott  | + 6"        |
| 3. | Robert Power     | Team Sunweb       | + 9"        |
| 4. | Simon Yates      | Mitchelton-Scott  | + 11"       |
| 5. | George Bennett   | Jumbo-Visma       | + 14"       |
| 6. | Diego Ulissi     | UAE Team Emirates | + 15"       |
| 7. | Simon Geschke    | CCC Team          | + 15"       |
| 8. | Rohan Dennis     | Team Ineos        | + 15"       |
| 9. | Dylan van Baarle | Team Ineos        | + 15"       |
| 10. | Lucas Hamilton   | Mitchelton-Scott  | + 15"       |

### 4:e etappen
| Norwood - Murray Bridge |  | (152,8 km) |

| \| Placeringar i etappen \| Placeringar i etappen \| Placeringar i etappen \| Placeringar i etappen \| Placeringar i etappen \| \| Cyklist \| Cyklist \| Lag \| Tid \| \| \| --------------------- \| --------------------- \| ---------------------- \| --------------------- \| --------------------- \| \| 1. \| Caleb Ewan \| Lotto-Soudal \| 3t 29' 08" \| \| \| 2. \| Sam Bennett \| Deceuninck-Quick Step \| + 0" \| \| \| 3. \| Jasper Philipsen \| UAE Team Emirates \| + 0" \| \| \| 4. \| André Greipel \| Israel Start-Up Nation \| + 0" \| \| \| 5. \| Alberto Dainese \| Team Sunweb \| + 0" \| \| \| 6. \| Martin Laas \| Bora-Hansgrohe \| + 0" \| \| \| 7. \| Giacomo Nizzolo \| NTT Pro Cycling \| + 0" \| \| \| 8. \| Erik Baška \| Bora-Hansgrohe \| + 0" \| \| \| 9. \| Marc Sarreau \| Groupama-FDJ \| + 0" \| \| \| 10. \| Michael Mørkøv \| Deceuninck-Quick Step \| + 0" \| \| |                  |                        |            |
| |                  |                        |            |
| Källa: ProCyclingStats |                  |                        |            |
| Placeringar i etappen |                  |                        |            |
| Cyklist | Cyklist          | Lag                    | Tid        |
| 1. | Caleb Ewan       | Lotto-Soudal           | 3t 29' 08" |
| 2. | Sam Bennett      | Deceuninck-Quick Step  | + 0"       |
| 3. | Jasper Philipsen | UAE Team Emirates      | + 0"       |
| 4. | André Greipel    | Israel Start-Up Nation | + 0"       |
| 5. | Alberto Dainese  | Team Sunweb            | + 0"       |
| 6. | Martin Laas      | Bora-Hansgrohe         | + 0"       |
| 7. | Giacomo Nizzolo  | NTT Pro Cycling        | + 0"       |
| 8. | Erik Baška       | Bora-Hansgrohe         | + 0"       |
| 9. | Marc Sarreau     | Groupama-FDJ           | + 0"       |
| 10. | Michael Mørkøv   | Deceuninck-Quick Step  | + 0"       |

| \| Totaltävlingen \| Totaltävlingen \| Totaltävlingen \| Totaltävlingen \| Totaltävlingen \| \| Cyklist \| Cyklist \| Lag \| Tid \| \| \| -------------- \| ---------------- \| ----------------- \| -------------- \| -------------- \| \| 1. \| Richie Porte \| Trek-Segafredo \| 13t 39' 32" \| \| \| 2. \| Daryl Impey \| Mitchelton-Scott \| + 3" \| \| \| 3. \| Robert Power \| Team Sunweb \| + 8" \| \| \| 4. \| Simon Yates \| Mitchelton-Scott \| + 11" \| \| \| 5. \| George Bennett \| Jumbo-Visma \| + 14" \| \| \| 6. \| Diego Ulissi \| UAE Team Emirates \| + 15" \| \| \| 7. \| Simon Geschke \| CCC Team \| + 15" \| \| \| 8. \| Rohan Dennis \| Team Ineos \| + 15" \| \| \| 9. \| Dylan van Baarle \| Team Ineos \| + 15" \| \| \| 10. \| Lucas Hamilton \| Mitchelton-Scott \| + 23" \| \| |                  |                   |             |
| |                  |                   |             |
| Källa: ProCyclingStats |                  |                   |             |
| Totaltävlingen |                  |                   |             |
| Cyklist | Cyklist          | Lag               | Tid         |
| 1. | Richie Porte     | Trek-Segafredo    | 13t 39' 32" |
| 2. | Daryl Impey      | Mitchelton-Scott  | + 3"        |
| 3. | Robert Power     | Team Sunweb       | + 8"        |
| 4. | Simon Yates      | Mitchelton-Scott  | + 11"       |
| 5. | George Bennett   | Jumbo-Visma       | + 14"       |
| 6. | Diego Ulissi     | UAE Team Emirates | + 15"       |
| 7. | Simon Geschke    | CCC Team          | + 15"       |
| 8. | Rohan Dennis     | Team Ineos        | + 15"       |
| 9. | Dylan van Baarle | Team Ineos        | + 15"       |
| 10. | Lucas Hamilton   | Mitchelton-Scott  | + 23"       |

### 5:e etappen
| Glenelg - Victor Harbor | Kuperat | (149,1 km) |

| \| Placeringar i etappen \| Placeringar i etappen \| Placeringar i etappen \| Placeringar i etappen \| Placeringar i etappen \| \| Cyklist \| Cyklist \| Lag \| Tid \| \| \| --------------------- \| --------------------- \| ---------------------- \| --------------------- \| --------------------- \| \| 1. \| Giacomo Nizzolo \| NTT Pro Cycling \| 3t 32' 45" \| \| \| 2. \| Simone Consonni \| Cofidis \| + 0" \| \| \| 3. \| Sam Bennett \| Deceuninck-Quick Step \| + 0" \| \| \| 4. \| Michael Mørkøv \| Deceuninck-Quick Step \| + 0" \| \| \| 5. \| Jasper Philipsen \| UAE Team Emirates \| + 0" \| \| \| 6. \| André Greipel \| Israel Start-Up Nation \| + 0" \| \| \| 7. \| Kristoffer Halvorsen \| EF Pro Cycling \| + 0" \| \| \| 8. \| Caleb Ewan \| Lotto-Soudal \| + 0" \| \| \| 9. \| Fabio Felline \| Astana \| + 0" \| \| \| 10. \| Daryl Impey \| Mitchelton-Scott \| + 0" \| \| |                      |                        |            |
| |                      |                        |            |
| Källa: ProCyclingStats |                      |                        |            |
| Placeringar i etappen |                      |                        |            |
| Cyklist | Cyklist              | Lag                    | Tid        |
| 1. | Giacomo Nizzolo      | NTT Pro Cycling        | 3t 32' 45" |
| 2. | Simone Consonni      | Cofidis                | + 0"       |
| 3. | Sam Bennett          | Deceuninck-Quick Step  | + 0"       |
| 4. | Michael Mørkøv       | Deceuninck-Quick Step  | + 0"       |
| 5. | Jasper Philipsen     | UAE Team Emirates      | + 0"       |
| 6. | André Greipel        | Israel Start-Up Nation | + 0"       |
| 7. | Kristoffer Halvorsen | EF Pro Cycling         | + 0"       |
| 8. | Caleb Ewan           | Lotto-Soudal           | + 0"       |
| 9. | Fabio Felline        | Astana                 | + 0"       |
| 10. | Daryl Impey          | Mitchelton-Scott       | + 0"       |

| \| Totaltävlingen \| Totaltävlingen \| Totaltävlingen \| Totaltävlingen \| Totaltävlingen \| \| Cyklist \| Cyklist \| Lag \| Tid \| \| \| -------------- \| ---------------- \| ----------------- \| -------------- \| -------------- \| \| 1. \| Daryl Impey \| Mitchelton-Scott \| 17t 12' 15" \| \| \| 2. \| Richie Porte \| Trek-Segafredo \| + 2" \| \| \| 3. \| Robert Power \| Team Sunweb \| + 9" \| \| \| 4. \| Simon Yates \| Mitchelton-Scott \| + 13" \| \| \| 5. \| George Bennett \| Jumbo-Visma \| + 16" \| \| \| 6. \| Diego Ulissi \| UAE Team Emirates \| + 17" \| \| \| 7. \| Simon Geschke \| CCC Team \| + 17" \| \| \| 8. \| Rohan Dennis \| Team Ineos \| + 17" \| \| \| 9. \| Dylan van Baarle \| Team Ineos \| + 17" \| \| \| 10. \| Lucas Hamilton \| Mitchelton-Scott \| + 25" \| \| |                  |                   |             |
| |                  |                   |             |
| Källa: ProCyclingStats |                  |                   |             |
| Totaltävlingen |                  |                   |             |
| Cyklist | Cyklist          | Lag               | Tid         |
| 1. | Daryl Impey      | Mitchelton-Scott  | 17t 12' 15" |
| 2. | Richie Porte     | Trek-Segafredo    | + 2"        |
| 3. | Robert Power     | Team Sunweb       | + 9"        |
| 4. | Simon Yates      | Mitchelton-Scott  | + 13"       |
| 5. | George Bennett   | Jumbo-Visma       | + 16"       |
| 6. | Diego Ulissi     | UAE Team Emirates | + 17"       |
| 7. | Simon Geschke    | CCC Team          | + 17"       |
| 8. | Rohan Dennis     | Team Ineos        | + 17"       |
| 9. | Dylan van Baarle | Team Ineos        | + 17"       |
| 10. | Lucas Hamilton   | Mitchelton-Scott  | + 25"       |

### 6:e etappen
| McLaren Vale - Willunga Hill | Kuperat | (151,5 km) |

| \| Placeringar i etappen \| Placeringar i etappen \| Placeringar i etappen \| Placeringar i etappen \| Placeringar i etappen \| \| Cyklist \| Cyklist \| Lag \| Tid \| \| \| --------------------- \| --------------------- \| --------------------- \| --------------------- \| --------------------- \| \| 1. \| Matthew Holmes \| Lotto-Soudal \| 3t 24' 54" \| \| \| 2. \| Richie Porte \| Trek-Segafredo \| + 3" \| \| \| 3. \| Manuele Boaro \| Astana \| + 4" \| \| \| 4. \| Bruno Armirail \| Groupama-FDJ \| + 7" \| \| \| 5. \| Michael Storer \| Team Sunweb \| + 7" \| \| \| 7. \| Diego Ulissi \| UAE Team Emirates \| + 7" \| \| \| 8. \| Simon Geschke \| CCC Team \| + 7" \| \| \| 9. \| Dylan van Baarle \| Team Ineos \| + 7" \| \| \| 10. \| Simon Yates \| Mitchelton-Scott \| + 23" \| \| |                  |                   |            |
| |                  |                   |            |
| Källa: ProCyclingStats |                  |                   |            |
| Placeringar i etappen |                  |                   |            |
| Cyklist | Cyklist          | Lag               | Tid        |
| 1. | Matthew Holmes   | Lotto-Soudal      | 3t 24' 54" |
| 2. | Richie Porte     | Trek-Segafredo    | + 3"       |
| 3. | Manuele Boaro    | Astana            | + 4"       |
| 4. | Bruno Armirail   | Groupama-FDJ      | + 7"       |
| 5. | Michael Storer   | Team Sunweb       | + 7"       |
| 7. | Diego Ulissi     | UAE Team Emirates | + 7"       |
| 8. | Simon Geschke    | CCC Team          | + 7"       |
| 9. | Dylan van Baarle | Team Ineos        | + 7"       |
| 10. | Simon Yates      | Mitchelton-Scott  | + 23"      |

## Resultat

### Sammanlagt
| \| Totaltävlingen \| Totaltävlingen \| Totaltävlingen \| Totaltävlingen \| Totaltävlingen \| \| Cyklist \| Cyklist \| Lag \| Tid \| \| \| -------------- \| ------------------- \| ----------------- \| -------------- \| -------------- \| \| 1. \| Richie Porte \| Trek-Segafredo \| 20t 37' 08" \| \| \| 2. \| Diego Ulissi \| UAE Team Emirates \| + 25" \| \| \| 3. \| Simon Geschke \| CCC Team \| + 25" \| \| \| 4. \| Rohan Dennis \| Team Ineos \| + 25" \| \| \| 5. \| Dylan van Baarle \| Team Ineos \| + 25" \| \| \| 6. \| Daryl Impey \| Mitchelton-Scott \| + 30" \| \| \| 7. \| Simon Yates \| Mitchelton-Scott \| + 37" \| \| \| 8. \| George Bennett \| Jumbo-Visma \| + 46" \| \| \| 9. \| Lucas Hamilton \| Mitchelton-Scott \| + 52" \| \| \| 10. \| Hermann Pernsteiner \| Bahrain McLaren \| + 54" \| \| |                     |                   |             |
| |                     |                   |             |
| Källa: ProCyclingStats |                     |                   |             |
| Totaltävlingen |                     |                   |             |
| Cyklist | Cyklist             | Lag               | Tid         |
| 1. | Richie Porte        | Trek-Segafredo    | 20t 37' 08" |
| 2. | Diego Ulissi        | UAE Team Emirates | + 25"       |
| 3. | Simon Geschke       | CCC Team          | + 25"       |
| 4. | Rohan Dennis        | Team Ineos        | + 25"       |
| 5. | Dylan van Baarle    | Team Ineos        | + 25"       |
| 6. | Daryl Impey         | Mitchelton-Scott  | + 30"       |
| 7. | Simon Yates         | Mitchelton-Scott  | + 37"       |
| 8. | George Bennett      | Jumbo-Visma       | + 46"       |
| 9. | Lucas Hamilton      | Mitchelton-Scott  | + 52"       |
| 10. | Hermann Pernsteiner | Bahrain McLaren   | + 54"       |

### Övriga tävlingar
| Poängtävlingen | Poängtävlingen   | Poängtävlingen         | Poängtävlingen | Poängtävlingen |
| Cyklist        | Cyklist          | Lag                    | Poäng          |                |
| -------------- | ---------------- | ---------------------- | -------------- | -------------- |
| 1.             | Jasper Philipsen | UAE Team Emirates      | 63 poäng       |                |
| 2.             | Daryl Impey      | Mitchelton-Scott       | 48 poäng       |                |
| 3.             | Caleb Ewan       | Lotto-Soudal           | 47 poäng       |                |
| 4.             | Sam Bennett      | Deceuninck-Quick Step  | 42 poäng       |                |
| 5.             | André Greipel    | Israel Start-Up Nation | 38 poäng       |                |
| 6.             | Richie Porte     | Trek-Segafredo         | 29 poäng       |                |
| 7.             | Diego Ulissi     | UAE Team Emirates      | 28 poäng       |                |
| 8.             | Giacomo Nizzolo  | NTT Pro Cycling        | 24 poäng       |                |
| 9.             | Erik Baška       | Bora-Hansgrohe         | 21 poäng       |                |
| 10.            | Rohan Dennis     | Team Ineos             | 20 poäng       |                |

| Poängtävlingen | Poängtävlingen   | Poängtävlingen         | Poängtävlingen | Poängtävlingen |
| Cyklist        | Cyklist          | Lag                    | Poäng          |                |
| -------------- | ---------------- | ---------------------- | -------------- | -------------- |
| 1.             | Jasper Philipsen | UAE Team Emirates      | 63 poäng       |                |
| 2.             | Daryl Impey      | Mitchelton-Scott       | 48 poäng       |                |
| 3.             | Caleb Ewan       | Lotto-Soudal           | 47 poäng       |                |
| 4.             | Sam Bennett      | Deceuninck-Quick Step  | 42 poäng       |                |
| 5.             | André Greipel    | Israel Start-Up Nation | 38 poäng       |                |
| 6.             | Richie Porte     | Trek-Segafredo         | 29 poäng       |                |
| 7.             | Diego Ulissi     | UAE Team Emirates      | 28 poäng       |                |
| 8.             | Giacomo Nizzolo  | NTT Pro Cycling        | 24 poäng       |                |
| 9.             | Erik Baška       | Bora-Hansgrohe         | 21 poäng       |                |
| 10.            | Rohan Dennis     | Team Ineos             | 20 poäng       |                |

| Ungdomstävlingen | Ungdomstävlingen    | Ungdomstävlingen      | Ungdomstävlingen | Ungdomstävlingen |
| Cyklist          | Cyklist             | Lag                   | Tid              |                  |
| ---------------- | ------------------- | --------------------- | ---------------- | ---------------- |
| 1.               | Pavel Sivakov       | Team Ineos            | 20t 38' 13"      |                  |
| 2.               | Santiago Buitrago   | Bahrain McLaren       | + 15"            |                  |
| 3.               | Jarrad Drizners     | UniSA-Australia       | + 31"            |                  |
| 4.               | Florian Stork       | Team Sunweb           | + 34"            |                  |
| 5.               | Michael Storer      | Team Sunweb           | + 3' 02"         |                  |
| 6.               | Juan Pedro López    | Trek-Segafredo        | + 5' 51"         |                  |
| 7.               | Samuele Battistella | NTT Pro Cycling       | + 6' 21"         |                  |
| 8.               | Juri Hollmann       | Movistar Team         | + 8' 18"         |                  |
| 9.               | João Almeida        | Deceuninck-Quick Step | + 9' 41"         |                  |
| 10.              | Jonas Rutsch        | EF Pro Cycling        | + 11' 30"        |                  |

| Ungdomstävlingen | Ungdomstävlingen    | Ungdomstävlingen      | Ungdomstävlingen | Ungdomstävlingen |
| Cyklist          | Cyklist             | Lag                   | Tid              |                  |
| ---------------- | ------------------- | --------------------- | ---------------- | ---------------- |
| 1.               | Pavel Sivakov       | Team Ineos            | 20t 38' 13"      |                  |
| 2.               | Santiago Buitrago   | Bahrain McLaren       | + 15"            |                  |
| 3.               | Jarrad Drizners     | UniSA-Australia       | + 31"            |                  |
| 4.               | Florian Stork       | Team Sunweb           | + 34"            |                  |
| 5.               | Michael Storer      | Team Sunweb           | + 3' 02"         |                  |
| 6.               | Juan Pedro López    | Trek-Segafredo        | + 5' 51"         |                  |
| 7.               | Samuele Battistella | NTT Pro Cycling       | + 6' 21"         |                  |
| 8.               | Juri Hollmann       | Movistar Team         | + 8' 18"         |                  |
| 9.               | João Almeida        | Deceuninck-Quick Step | + 9' 41"         |                  |
| 10.              | Jonas Rutsch        | EF Pro Cycling        | + 11' 30"        |                  |

| Bergstävlingen | Bergstävlingen   | Bergstävlingen   | Bergstävlingen | Bergstävlingen |
| Cyklist        | Cyklist          | Lag              | Poäng          |                |
| -------------- | ---------------- | ---------------- | -------------- | -------------- |
| 1.             | Joey Rosskopf    | CCC Team         | 51 poäng       |                |
| 2.             | Richie Porte     | Trek-Segafredo   | 38 poäng       |                |
| 3.             | Bruno Armirail   | Groupama-FDJ     | 18 poäng       |                |
| 4.             | Matthew Holmes   | Lotto-Soudal     | 16 poäng       |                |
| 5.             | Manuele Boaro    | Astana           | 14 poäng       |                |
| 6.             | Simon Yates      | Mitchelton-Scott | 12 poäng       |                |
| 7.             | Samuel Jenner    | UniSA-Australia  | 10 poäng       |                |
| 8.             | Dylan Sunderland | NTT Pro Cycling  | 9 poäng        |                |
| 9.             | Daryl Impey      | Mitchelton-Scott | 8 poäng        |                |
| 10.            | George Bennett   | Jumbo-Visma      | 8 poäng        |                |

| Bergstävlingen | Bergstävlingen   | Bergstävlingen   | Bergstävlingen | Bergstävlingen |
| Cyklist        | Cyklist          | Lag              | Poäng          |                |
| -------------- | ---------------- | ---------------- | -------------- | -------------- |
| 1.             | Joey Rosskopf    | CCC Team         | 51 poäng       |                |
| 2.             | Richie Porte     | Trek-Segafredo   | 38 poäng       |                |
| 3.             | Bruno Armirail   | Groupama-FDJ     | 18 poäng       |                |
| 4.             | Matthew Holmes   | Lotto-Soudal     | 16 poäng       |                |
| 5.             | Manuele Boaro    | Astana           | 14 poäng       |                |
| 6.             | Simon Yates      | Mitchelton-Scott | 12 poäng       |                |
| 7.             | Samuel Jenner    | UniSA-Australia  | 10 poäng       |                |
| 8.             | Dylan Sunderland | NTT Pro Cycling  | 9 poäng        |                |
| 9.             | Daryl Impey      | Mitchelton-Scott | 8 poäng        |                |
| 10.            | George Bennett   | Jumbo-Visma      | 8 poäng        |                |

| Lagtävlingen | Lagtävlingen     | Lagtävlingen | Lagtävlingen |
| Lag          | Lag              | Tid          |              |
| ------------ | ---------------- | ------------ | ------------ |
| 1.           | Ineos            | 61t 53' 19"  |              |
| 2.           | Mitchelton-Scott | + 25"        |              |
| 3.           | Team Sunweb      | + 1' 19"     |              |
| 4.           | Astana           | + 1' 30"     |              |
| 5.           | Bahrain McLaren  | + 1' 32"     |              |

| Lagtävlingen | Lagtävlingen     | Lagtävlingen | Lagtävlingen |
| Lag          | Lag              | Tid          |              |
| ------------ | ---------------- | ------------ | ------------ |
| 1.           | Ineos            | 61t 53' 19"  |              |
| 2.           | Mitchelton-Scott | + 25"        |              |
| 3.           | Team Sunweb      | + 1' 19"     |              |
| 4.           | Astana           | + 1' 30"     |              |
| 5.           | Bahrain McLaren  | + 1' 32"     |              |

## Startlista
| Mitchelton-Scott MTS | Mitchelton-Scott MTS           | Mitchelton-Scott MTS |
| -------------------- | ------------------------------ | -------------------- |
| #                    | Cyklist                        | Placering            |
| 1                    | Daryl Impey (RSA) (landsväg)   | 6.                   |
| 2                    | Simon Yates (GBR)              | 7.                   |
| 3                    | Jack Bauer (NZL)               | 118.                 |
| 4                    | Luke Durbridge (AUS)           | 83.                  |
| 5                    | Lucas Hamilton (AUS)           | 9.                   |
| 6                    | Michael Hepburn (AUS)          | 107.                 |
| 7                    | Cameron Meyer (AUS) (landsväg) | 44.                  |

| Trek-Segafredo TFS | Trek-Segafredo TFS             | Trek-Segafredo TFS |
| ------------------ | ------------------------------ | ------------------ |
| #                  | Cyklist                        | Placering          |
| 11                 | Richie Porte (AUS)             | 1.                 |
| 12                 | Mads Pedersen (DEN) (landsväg) | 132.               |
| 13                 | Kenny Elissonde (FRA)          | 40.                |
| 14                 | Michel Ries (LUX)              | 109.               |
| 15                 | Juan Pedro López (ESP)         | 54.                |
| 16                 | Kiel Reijnen (USA)             | 127.               |
| 17                 | Koen de Kort (NED)             | 129.               |

| AG2R La Mondiale ALM | AG2R La Mondiale ALM    | AG2R La Mondiale ALM |
| -------------------- | ----------------------- | -------------------- |
| #                    | Cyklist                 | Placering            |
| 21                   | Romain Bardet (FRA)     | 38.                  |
| 22                   | Geoffrey Bouchard (FRA) | 102.                 |
| 23                   | Clément Chevrier (FRA)  | 30.                  |
| 24                   | Axel Domont (FRA)       | 67.                  |
| 25                   | Ben Gastauer (LUX)      | 92.                  |
| 26                   | Andrea Vendrame (ITA)   | 36.                  |
| 27                   | Lawrence Warbasse (USA) | DNF-6                |

| Lotto-Soudal LTS | Lotto-Soudal LTS         | Lotto-Soudal LTS |
| ---------------- | ------------------------ | ---------------- |
| #                | Cyklist                  | Placering        |
| 31               | Caleb Ewan (AUS)         | 51.              |
| 32               | Thomas De Gendt (BEL)    | 113.             |
| 33               | Adam Hansen (AUS)        | 76.              |
| 34               | Matthew Holmes (GBR)     | 33.              |
| 35               | Roger Kluge (GER)        | 87.              |
| 36               | Jonathan Dibben (GBR)    | 105.             |
| 37               | Tosh Van der Sande (BEL) | 82.              |

| Cofidis COF | Cofidis COF                   | Cofidis COF |
| ----------- | ----------------------------- | ----------- |
| #           | Cyklist                       | Placering   |
| 41          | Elia Viviani (ITA) (landsväg) | 101.        |
| 42          | Simone Consonni (ITA)         | 70.         |
| 43          | Nathan Haas (AUS)             | 14.         |
| 44          | Mathias Le Turnier (FRA)      | 86.         |
| 45          | Marco Mathis (GER)            | 130.        |
| 46          | Fabio Sabatini (ITA)          | 128.        |
| 47          | Kenneth Vanbilsen (BEL)       | 89.         |

| Deceuninck-Quick Step DQT | Deceuninck-Quick Step DQT       | Deceuninck-Quick Step DQT |
| ------------------------- | ------------------------------- | ------------------------- |
| #                         | Cyklist                         | Placering                 |
| 51                        | Sam Bennett (IRL) (landsväg)    | 73.                       |
| 52                        | João Almeida (POR)              | 62.                       |
| 53                        | Shane Archbold (NZL)            | 91.                       |
| 54                        | Mattia Cattaneo (ITA)           | 13.                       |
| 55                        | Dries Devenyns (BEL)            | 12.                       |
| 56                        | Iljo Keisse (BEL)               | 123.                      |
| 57                        | Michael Mørkøv (DEN) (landsväg) | 64.                       |

| Team Ineos INS | Team Ineos INS            | Team Ineos INS |
| -------------- | ------------------------- | -------------- |
| #              | Cyklist                   | Placering      |
| 61             | Rohan Dennis (AUS)        | 4.             |
| 62             | Owain Doull (GBR)         | 80.            |
| 63             | Christopher Lawless (GBR) | 120.           |
| 64             | Luke Rowe (GBR)           | 106.           |
| 65             | Pavel Sivakov (RUS)       | 16.            |
| 66             | Ian Stannard (GBR)        | 117.           |
| 67             | Dylan van Baarle (NED)    | 5.             |

| CCC Team CCC | CCC Team CCC                   | CCC Team CCC |
| ------------ | ------------------------------ | ------------ |
| #            | Cyklist                        | Placering    |
| 71           | Guillaume Van Keirsbulck (BEL) | 98.          |
| 72           | Josef Černý (CZE)              | 61.          |
| 73           | Simon Geschke (GER)            | 3.           |
| 74           | Szymon Sajnok (POL)            | DNS-5        |
| 75           | Joey Rosskopf (USA)            | 23.          |
| 76           | Francisco José Ventoso (ESP)   | 88.          |
| 77           | Łukasz Wiśniowski (POL)        | 48.          |

| Israel Start-Up Nation ISN | Israel Start-Up Nation ISN | Israel Start-Up Nation ISN |
| -------------------------- | -------------------------- | -------------------------- |
| #                          | Cyklist                    | Placering                  |
| 81                         | André Greipel (GER)        | 37.                        |
| 82                         | Guillaume Boivin (CAN)     | 95.                        |
| 83                         | Alex Dowsett (GBR)         | 93.                        |
| 84                         | Omer Goldstein (ISR)       | 72.                        |
| 85                         | Ben Hermans (BEL)          | DNS-3                      |
| 86                         | James Piccoli (CAN)        | 25.                        |
| 87                         | Rick Zabel (GER)           | 47.                        |

| UAE Team Emirates UAD | UAE Team Emirates UAD      | UAE Team Emirates UAD |
| --------------------- | -------------------------- | --------------------- |
| #                     | Cyklist                    | Placering             |
| 91                    | Jasper Philipsen (BEL)     | 71.                   |
| 92                    | Sven Erik Bystrøm (NOR)    | 11.                   |
| 93                    | Mikkel Bjerg (DEN)         | 81.                   |
| 94                    | Vegard Stake Laengen (NOR) | 35.                   |
| 95                    | Marco Marcato (ITA)        | 31.                   |
| 96                    | Alexandr Riabushenko (BLR) | DNF-1                 |
| 97                    | Diego Ulissi (ITA)         | 2.                    |

| Bora-Hansgrohe BOH | Bora-Hansgrohe BOH           | Bora-Hansgrohe BOH |
| ------------------ | ---------------------------- | ------------------ |
| #                  | Cyklist                      | Placering          |
| 101                | Jay McCarthy (AUS)           | 77.                |
| 102                | Erik Baška (SVK)             | 124.               |
| 103                | Cesare Benedetti (ITA)       | 60.                |
| 104                | Martin Laas (EST)            | 110.               |
| 105                | Juraj Sagan (SVK) (landsväg) | 84.                |
| 106                | Ide Schelling (NED)          | 99.                |
| 107                | Michael Schwarzmann (GER)    | 112.               |

| Astana AST | Astana AST              | Astana AST |
| ---------- | ----------------------- | ---------- |
| #          | Cyklist                 | Placering  |
| 111        | Luis León Sánchez (ESP) | 42.        |
| 112        | Manuele Boaro (ITA)     | 45.        |
| 113        | Daniil Fominykh (KAZ)   | 85.        |
| 114        | Laurens De Vreese (BEL) | DNS        |
| 115        | Fabio Felline (ITA)     | 21.        |
| 116        | Omar Fraile (ESP)       | 17.        |
| 117        | Dmitriy Gruzdev (KAZ)   | 96.        |

| Team Sunweb SUN | Team Sunweb SUN              | Team Sunweb SUN |
| --------------- | ---------------------------- | --------------- |
| #               | Cyklist                      | Placering       |
| 121             | Jai Hindley (AUS)            | 18.             |
| 122             | Robert Power (AUS)           | 27.             |
| 123             | Michael Storer (AUS)         | 39.             |
| 124             | Alberto Dainese (ITA)        | 114.            |
| 125             | Max Kanter (GER)             | 75.             |
| 126             | Asbjørn Kragh Andersen (DEN) | 126.            |
| 127             | Florian Stork (GER)          | 24.             |

| Groupama-FDJ GFC | Groupama-FDJ GFC       | Groupama-FDJ GFC |
| ---------------- | ---------------------- | ---------------- |
| #                | Cyklist                | Placering        |
| 131              | Miles Scotson (AUS)    | 57.              |
| 132              | Bruno Armirail (FRA)   | 46.              |
| 133              | Kilian Frankiny (SUI)  | 20.              |
| 134              | Mickaël Delage (FRA)   | 131.             |
| 135              | Fabian Lienhard (SUI)  | 66.              |
| 136              | Marc Sarreau (FRA)     | 97.              |
| 137              | Jacopo Guarnieri (ITA) | 121.             |

| Movistar Team MOV | Movistar Team MOV      | Movistar Team MOV |
| ----------------- | ---------------------- | ----------------- |
| #                 | Cyklist                | Placering         |
| 141               | Jürgen Roelandts (BEL) | 50.               |
| 142               | Gabriel Cullaigh (GBR) | 74.               |
| 143               | Juri Hollmann (GER)    | 58.               |
| 144               | Jorge Arcas (ESP)      | 49.               |
| 145               | Lluís Mas (ESP)        | 28.               |
| 146               | Eduard Prades (ESP)    | 43.               |
| 147               | Sergio Samitier (ESP)  | 59.               |

| NTT Pro Cycling NTT | NTT Pro Cycling NTT        | NTT Pro Cycling NTT |
| ------------------- | -------------------------- | ------------------- |
| #                   | Cyklist                    | Placering           |
| 151                 | Giacomo Nizzolo (ITA)      | 100.                |
| 152                 | Ryan Gibbons (RSA)         | 26.                 |
| 153                 | Samuele Battistella (ITA)  | 56.                 |
| 154                 | Danilo Wyss (SUI)          | 34.                 |
| 155                 | Stefan de Bod (RSA)        | 52.                 |
| 156                 | Rasmus Fossum Tiller (NOR) | 90.                 |
| 157                 | Dylan Sunderland (AUS)     | 63.                 |

| Jumbo-Visma TJV | Jumbo-Visma TJV          | Jumbo-Visma TJV |
| --------------- | ------------------------ | --------------- |
| #               | Cyklist                  | Placering       |
| 161             | George Bennett (NZL)     | 8.              |
| 162             | Chris Harper (AUS)       | 32.             |
| 163             | Lennard Hofstede (NED)   | 78.             |
| 164             | Timo Roosen (NED)        | 69.             |
| 165             | Bert-Jan Lindeman (NED)  | 111.            |
| 166             | Antwan Tolhoek (NED)     | 53.             |
| 167             | Taco van der Hoorn (NED) | 119.            |

| Bahrain McLaren TBM | Bahrain McLaren TBM          | Bahrain McLaren TBM |
| ------------------- | ---------------------------- | ------------------- |
| #                   | Cyklist                      | Placering           |
| 171                 | Yukiya Arashiro (JPN)        | 29.                 |
| 172                 | Domen Novak (SLO) (landsväg) | 104.                |
| 173                 | Rafa Valls (ESP)             | DNS-3               |
| 174                 | Marco Haller (AUT)           | 79.                 |
| 175                 | Hermann Pernsteiner (AUT)    | 10.                 |
| 176                 | Luka Pibernik (SLO)          | 41.                 |
| 177                 | Santiago Buitrago (COL)      | 19.                 |

| EF Pro Cycling EF1 | EF Pro Cycling EF1         | EF Pro Cycling EF1 |
| ------------------ | -------------------------- | ------------------ |
| #                  | Cyklist                    | Placering          |
| 181                | Kristoffer Halvorsen (NOR) | 65.                |
| 182                | Mitchell Docker (AUS)      | 122.               |
| 183                | Jens Keukeleire (BEL)      | 55.                |
| 184                | Lachlan Morton (AUS)       | 103.               |
| 185                | Thomas Scully (NZL)        | 108.               |
| 186                | Neilson Powless (USA)      | 15.                |
| 187                | Jonas Rutsch (GER)         | 68.                |

| UniSA-Australia AUS | UniSA-Australia AUS   | UniSA-Australia AUS |
| ------------------- | --------------------- | ------------------- |
| #                   | Cyklist               | Placering           |
| 191                 | Nicholas White (AUS)  | 125.                |
| 192                 | Tyler Lindorff (AUS)  | DNF-4               |
| 193                 | Samuel Jenner (AUS)   | 94.                 |
| 194                 | Jarrad Drizners (AUS) | 22.                 |
| 195                 | Sam Welsford (AUS)    | 116.                |
| 196                 | Kelland O'Brien (AUS) | DNF-4               |
| 197                 | Cameron Scott (AUS)   | 115.                |

| Mitchelton-Scott MTS | Mitchelton-Scott MTS           | Mitchelton-Scott MTS |
| -------------------- | ------------------------------ | -------------------- |
| #                    | Cyklist                        | Placering            |
| 1                    | Daryl Impey (RSA) (landsväg)   | 6.                   |
| 2                    | Simon Yates (GBR)              | 7.                   |
| 3                    | Jack Bauer (NZL)               | 118.                 |
| 4                    | Luke Durbridge (AUS)           | 83.                  |
| 5                    | Lucas Hamilton (AUS)           | 9.                   |
| 6                    | Michael Hepburn (AUS)          | 107.                 |
| 7                    | Cameron Meyer (AUS) (landsväg) | 44.                  |

| Trek-Segafredo TFS | Trek-Segafredo TFS             | Trek-Segafredo TFS |
| ------------------ | ------------------------------ | ------------------ |
| #                  | Cyklist                        | Placering          |
| 11                 | Richie Porte (AUS)             | 1.                 |
| 12                 | Mads Pedersen (DEN) (landsväg) | 132.               |
| 13                 | Kenny Elissonde (FRA)          | 40.                |
| 14                 | Michel Ries (LUX)              | 109.               |
| 15                 | Juan Pedro López (ESP)         | 54.                |
| 16                 | Kiel Reijnen (USA)             | 127.               |
| 17                 | Koen de Kort (NED)             | 129.               |

| AG2R La Mondiale ALM | AG2R La Mondiale ALM    | AG2R La Mondiale ALM |
| -------------------- | ----------------------- | -------------------- |
| #                    | Cyklist                 | Placering            |
| 21                   | Romain Bardet (FRA)     | 38.                  |
| 22                   | Geoffrey Bouchard (FRA) | 102.                 |
| 23                   | Clément Chevrier (FRA)  | 30.                  |
| 24                   | Axel Domont (FRA)       | 67.                  |
| 25                   | Ben Gastauer (LUX)      | 92.                  |
| 26                   | Andrea Vendrame (ITA)   | 36.                  |
| 27                   | Lawrence Warbasse (USA) | DNF-6                |

| Lotto-Soudal LTS | Lotto-Soudal LTS         | Lotto-Soudal LTS |
| ---------------- | ------------------------ | ---------------- |
| #                | Cyklist                  | Placering        |
| 31               | Caleb Ewan (AUS)         | 51.              |
| 32               | Thomas De Gendt (BEL)    | 113.             |
| 33               | Adam Hansen (AUS)        | 76.              |
| 34               | Matthew Holmes (GBR)     | 33.              |
| 35               | Roger Kluge (GER)        | 87.              |
| 36               | Jonathan Dibben (GBR)    | 105.             |
| 37               | Tosh Van der Sande (BEL) | 82.              |

| Cofidis COF | Cofidis COF                   | Cofidis COF |
| ----------- | ----------------------------- | ----------- |
| #           | Cyklist                       | Placering   |
| 41          | Elia Viviani (ITA) (landsväg) | 101.        |
| 42          | Simone Consonni (ITA)         | 70.         |
| 43          | Nathan Haas (AUS)             | 14.         |
| 44          | Mathias Le Turnier (FRA)      | 86.         |
| 45          | Marco Mathis (GER)            | 130.        |
| 46          | Fabio Sabatini (ITA)          | 128.        |
| 47          | Kenneth Vanbilsen (BEL)       | 89.         |

| Deceuninck-Quick Step DQT | Deceuninck-Quick Step DQT       | Deceuninck-Quick Step DQT |
| ------------------------- | ------------------------------- | ------------------------- |
| #                         | Cyklist                         | Placering                 |
| 51                        | Sam Bennett (IRL) (landsväg)    | 73.                       |
| 52                        | João Almeida (POR)              | 62.                       |
| 53                        | Shane Archbold (NZL)            | 91.                       |
| 54                        | Mattia Cattaneo (ITA)           | 13.                       |
| 55                        | Dries Devenyns (BEL)            | 12.                       |
| 56                        | Iljo Keisse (BEL)               | 123.                      |
| 57                        | Michael Mørkøv (DEN) (landsväg) | 64.                       |

| Team Ineos INS | Team Ineos INS            | Team Ineos INS |
| -------------- | ------------------------- | -------------- |
| #              | Cyklist                   | Placering      |
| 61             | Rohan Dennis (AUS)        | 4.             |
| 62             | Owain Doull (GBR)         | 80.            |
| 63             | Christopher Lawless (GBR) | 120.           |
| 64             | Luke Rowe (GBR)           | 106.           |
| 65             | Pavel Sivakov (RUS)       | 16.            |
| 66             | Ian Stannard (GBR)        | 117.           |
| 67             | Dylan van Baarle (NED)    | 5.             |

| CCC Team CCC | CCC Team CCC                   | CCC Team CCC |
| ------------ | ------------------------------ | ------------ |
| #            | Cyklist                        | Placering    |
| 71           | Guillaume Van Keirsbulck (BEL) | 98.          |
| 72           | Josef Černý (CZE)              | 61.          |
| 73           | Simon Geschke (GER)            | 3.           |
| 74           | Szymon Sajnok (POL)            | DNS-5        |
| 75           | Joey Rosskopf (USA)            | 23.          |
| 76           | Francisco José Ventoso (ESP)   | 88.          |
| 77           | Łukasz Wiśniowski (POL)        | 48.          |

| Israel Start-Up Nation ISN | Israel Start-Up Nation ISN | Israel Start-Up Nation ISN |
| -------------------------- | -------------------------- | -------------------------- |
| #                          | Cyklist                    | Placering                  |
| 81                         | André Greipel (GER)        | 37.                        |
| 82                         | Guillaume Boivin (CAN)     | 95.                        |
| 83                         | Alex Dowsett (GBR)         | 93.                        |
| 84                         | Omer Goldstein (ISR)       | 72.                        |
| 85                         | Ben Hermans (BEL)          | DNS-3                      |
| 86                         | James Piccoli (CAN)        | 25.                        |
| 87                         | Rick Zabel (GER)           | 47.                        |

| UAE Team Emirates UAD | UAE Team Emirates UAD      | UAE Team Emirates UAD |
| --------------------- | -------------------------- | --------------------- |
| #                     | Cyklist                    | Placering             |
| 91                    | Jasper Philipsen (BEL)     | 71.                   |
| 92                    | Sven Erik Bystrøm (NOR)    | 11.                   |
| 93                    | Mikkel Bjerg (DEN)         | 81.                   |
| 94                    | Vegard Stake Laengen (NOR) | 35.                   |
| 95                    | Marco Marcato (ITA)        | 31.                   |
| 96                    | Alexandr Riabushenko (BLR) | DNF-1                 |
| 97                    | Diego Ulissi (ITA)         | 2.                    |

| Bora-Hansgrohe BOH | Bora-Hansgrohe BOH           | Bora-Hansgrohe BOH |
| ------------------ | ---------------------------- | ------------------ |
| #                  | Cyklist                      | Placering          |
| 101                | Jay McCarthy (AUS)           | 77.                |
| 102                | Erik Baška (SVK)             | 124.               |
| 103                | Cesare Benedetti (ITA)       | 60.                |
| 104                | Martin Laas (EST)            | 110.               |
| 105                | Juraj Sagan (SVK) (landsväg) | 84.                |
| 106                | Ide Schelling (NED)          | 99.                |
| 107                | Michael Schwarzmann (GER)    | 112.               |

| Astana AST | Astana AST              | Astana AST |
| ---------- | ----------------------- | ---------- |
| #          | Cyklist                 | Placering  |
| 111        | Luis León Sánchez (ESP) | 42.        |
| 112        | Manuele Boaro (ITA)     | 45.        |
| 113        | Daniil Fominykh (KAZ)   | 85.        |
| 114        | Laurens De Vreese (BEL) | DNS        |
| 115        | Fabio Felline (ITA)     | 21.        |
| 116        | Omar Fraile (ESP)       | 17.        |
| 117        | Dmitriy Gruzdev (KAZ)   | 96.        |

| Team Sunweb SUN | Team Sunweb SUN              | Team Sunweb SUN |
| --------------- | ---------------------------- | --------------- |
| #               | Cyklist                      | Placering       |
| 121             | Jai Hindley (AUS)            | 18.             |
| 122             | Robert Power (AUS)           | 27.             |
| 123             | Michael Storer (AUS)         | 39.             |
| 124             | Alberto Dainese (ITA)        | 114.            |
| 125             | Max Kanter (GER)             | 75.             |
| 126             | Asbjørn Kragh Andersen (DEN) | 126.            |
| 127             | Florian Stork (GER)          | 24.             |

| Groupama-FDJ GFC | Groupama-FDJ GFC       | Groupama-FDJ GFC |
| ---------------- | ---------------------- | ---------------- |
| #                | Cyklist                | Placering        |
| 131              | Miles Scotson (AUS)    | 57.              |
| 132              | Bruno Armirail (FRA)   | 46.              |
| 133              | Kilian Frankiny (SUI)  | 20.              |
| 134              | Mickaël Delage (FRA)   | 131.             |
| 135              | Fabian Lienhard (SUI)  | 66.              |
| 136              | Marc Sarreau (FRA)     | 97.              |
| 137              | Jacopo Guarnieri (ITA) | 121.             |

| Movistar Team MOV | Movistar Team MOV      | Movistar Team MOV |
| ----------------- | ---------------------- | ----------------- |
| #                 | Cyklist                | Placering         |
| 141               | Jürgen Roelandts (BEL) | 50.               |
| 142               | Gabriel Cullaigh (GBR) | 74.               |
| 143               | Juri Hollmann (GER)    | 58.               |
| 144               | Jorge Arcas (ESP)      | 49.               |
| 145               | Lluís Mas (ESP)        | 28.               |
| 146               | Eduard Prades (ESP)    | 43.               |
| 147               | Sergio Samitier (ESP)  | 59.               |

| NTT Pro Cycling NTT | NTT Pro Cycling NTT        | NTT Pro Cycling NTT |
| ------------------- | -------------------------- | ------------------- |
| #                   | Cyklist                    | Placering           |
| 151                 | Giacomo Nizzolo (ITA)      | 100.                |
| 152                 | Ryan Gibbons (RSA)         | 26.                 |
| 153                 | Samuele Battistella (ITA)  | 56.                 |
| 154                 | Danilo Wyss (SUI)          | 34.                 |
| 155                 | Stefan de Bod (RSA)        | 52.                 |
| 156                 | Rasmus Fossum Tiller (NOR) | 90.                 |
| 157                 | Dylan Sunderland (AUS)     | 63.                 |

| Jumbo-Visma TJV | Jumbo-Visma TJV          | Jumbo-Visma TJV |
| --------------- | ------------------------ | --------------- |
| #               | Cyklist                  | Placering       |
| 161             | George Bennett (NZL)     | 8.              |
| 162             | Chris Harper (AUS)       | 32.             |
| 163             | Lennard Hofstede (NED)   | 78.             |
| 164             | Timo Roosen (NED)        | 69.             |
| 165             | Bert-Jan Lindeman (NED)  | 111.            |
| 166             | Antwan Tolhoek (NED)     | 53.             |
| 167             | Taco van der Hoorn (NED) | 119.            |

| Bahrain McLaren TBM | Bahrain McLaren TBM          | Bahrain McLaren TBM |
| ------------------- | ---------------------------- | ------------------- |
| #                   | Cyklist                      | Placering           |
| 171                 | Yukiya Arashiro (JPN)        | 29.                 |
| 172                 | Domen Novak (SLO) (landsväg) | 104.                |
| 173                 | Rafa Valls (ESP)             | DNS-3               |
| 174                 | Marco Haller (AUT)           | 79.                 |
| 175                 | Hermann Pernsteiner (AUT)    | 10.                 |
| 176                 | Luka Pibernik (SLO)          | 41.                 |
| 177                 | Santiago Buitrago (COL)      | 19.                 |

| EF Pro Cycling EF1 | EF Pro Cycling EF1         | EF Pro Cycling EF1 |
| ------------------ | -------------------------- | ------------------ |
| #                  | Cyklist                    | Placering          |
| 181                | Kristoffer Halvorsen (NOR) | 65.                |
| 182                | Mitchell Docker (AUS)      | 122.               |
| 183                | Jens Keukeleire (BEL)      | 55.                |
| 184                | Lachlan Morton (AUS)       | 103.               |
| 185                | Thomas Scully (NZL)        | 108.               |
| 186                | Neilson Powless (USA)      | 15.                |
| 187                | Jonas Rutsch (GER)         | 68.                |

| UniSA-Australia AUS | UniSA-Australia AUS   | UniSA-Australia AUS |
| ------------------- | --------------------- | ------------------- |
| #                   | Cyklist               | Placering           |
| 191                 | Nicholas White (AUS)  | 125.                |
| 192                 | Tyler Lindorff (AUS)  | DNF-4               |
| 193                 | Samuel Jenner (AUS)   | 94.                 |
| 194                 | Jarrad Drizners (AUS) | 22.                 |
| 195                 | Sam Welsford (AUS)    | 116.                |
| 196                 | Kelland O'Brien (AUS) | DNF-4               |
| 197                 | Cameron Scott (AUS)   | 115.                |

Förklaringar
DNF = Fullföljde inte, OTL = Utanför tidsgränsen, DNS = Startade inte, DSQ = Diskvalificerad